# Alemantschen
Die Zeitschrift Alemantschen mit dem Untertitel „Materialien für radikale Ökologie“ war eine politisch-literarische Publikation, die in der links-ökologischen Szene im Rhein-Main-Gebiet entstand und Bezüge zur damaligen Sponti-Szene hatte. Das primäre Thema war die Frage nach dem Umgang mit der ökologischen Krise.

## Die Zeitschrift
Die Zeitschrift Alemantschen erschien von 1980 bis 1983 in drei Bänden. Themen waren die Beziehung von Ökologie und Wirtschaft (Band 1), von Landbau und Kultur (Band 2) und von Beruf und Arbeit (Band 3). Die Beiträge bestanden aus Gedichten, Essays und wissenschaftlichen Aufsätzen. Der Titel Alemantschen war ein Wortspiel, zusammengesetzt aus Alemannen und Comanchen und verwies auf vorindustrielle kulturelle Traditionen. Die Zeitschrift erschien im Format 20,5 × 27 cm, hatte jeweils einen Umfang von ca. 140 Seiten, war auf Chamoispapier gedruckt und sorgfältig editiert. Herausgegeben wurde die Zeitschrift von einem Redaktionskollektiv. Verantwortlich im Sinne des Pressegesetzes war Meinrad Rohner. Einige Anregungen kamen aus den Zeitschriften Autonomie und CoEvolution Quarterly (1974–1985).

## Zeitgeschichtliche Zusammenhänge
Die Publikation fällt in die Zeit, in der sich mehr und mehr Teile der neuen Linken mit ökologischen Fragen zu befassen begannen und auch die Partei Die Grünen (ab 1993 Bündnis 90/Die Grünen) gegründet wurde. Daneben spielte die wirtschaftswissenschaftliche Diskussion um die Grenzen des Wachstums und die Sozialverträglichkeit von Energiesystemen eine wesentliche Rolle.
Vorausgegangen waren der Bericht des Club of Rome 1972, die Ölpreiskrisen 1973 und 1979, die Anti-Atomkraft-Bewegung seit den 1970er-Jahren sowie die etwa gleichzeitig stattfindenden großen Friedensdemonstrationen gegen den NATO-Doppelbeschluss Anfang der 1980er-Jahre. Die Fragestellungen dieser Ereignisse und Bewegungen wurden in den Artikeln aufgegriffen und literarisch, analytisch und programmatisch bearbeitet. Aus dem Bereich der Neuen Linken gab es insbesondere Bezüge zur Frankfurter Sponti-Szene, zum amerikanischen Öko-Anarchismus, zur Poesie der Beat-Generation, zum italienischen Operaismus, der erklären konnte, warum es zu neuen Arbeitskampfformen (Wilde Streiks) kam und warum diese so erfolgreich waren. Theoretisches Rüstzeug lieferte u. a. die Neoricardianische Schule mit ihrer Krisenanalyse. Die Analyse des post-keynesianischen Wirtschaftswissenschaftlers Nicholas Kaldor, wonach weltweite Massenproteste wie gegen den Vietnamkrieg für generelle Lohnerhöhungen von Bedeutung gewesen seien, bestätigte diese Krisenanalyse.

## Kritik am Wirtschaftswachstum
Als programmatisch kann der Artikel Das Konzept Wirtschaftsschrumpfung von Carlo Jaeger im ersten Band gelten. Er vertrat die Auffassung, dass weder Wirtschaftswachstum noch Nullwachstum mit einer ökologischen Lebensweise vereinbar seien und untersuchte das komplexe Zusammenspiel von Verstädterung, staatlicher Ausgabenpolitik, Energiesystemen, Lebensstil und kulturellen Traditionen und entwarf eine Zukunft mit Strukturen kollektiver Selbstversorgung. Theoretische Hintergründe dieses Konzeptes stellt Jaeger in dem eher literarischen Artikel Wirtschafts-Märchen. Ein Polylog vor. Die Programmatik degrowth wurde unterstützt durch ein Interview mit dem Öko-Anarchisten Murray Bookchin und einen Auszug aus einem seiner Bücher zum Thema radikaler Landbau.
Die in dem Heft vorgetragene Kritik am Wirtschaftswachstum wurde an der Lohndynamik festgemacht, die als Treiber des Ressourcenverbrauchs und der Klimakrise gesehen wurde. Ausschlaggebend für diese Beurteilung war das Ende des sog. Keynesianischen Projekts und der Reaktion der Erdölpreiskrise. Aus diesem Dilemma sollte die Vorstellung von „Umwelt schützen - Lohn für Nichtarbeit“ herausführen, was zu interessierten, aber kritischen Reaktionen führte. Mehr Umweltschutz durch weniger Konsum und Lohnkampf wurde zur Devise. Das Anlegen eines Gartens sollte dabei mehr sein als ein Hobby. Vielmehr sollte in der Entwicklung kollektiver Selbstversorgung ein Schritt auf dem Weg liegen, die Gesellschaft aus dem Korsett der Wirtschaft zu lösen. Die Kritik am Wirtschaftswachstum wurde durch das Gedicht ‚Fabrik‘ des amerikanischen Poeten Antler mit starken Worten untermalt. Abgedruckt war auch ein Brief von Allen Ginsberg an den Autor. Als Alternative zur Fabrikgesellschaft wurde eine ökologische Berufspraxis entworfen, siehe hierzu den Artikel Die Utopie im Begriff des Berufs. Ein Protokoll.

## Wegweisende Artikel
In den Alemantschen wurden einige wegweisende Artikel veröffentlicht, so eine der ersten deutschsprachigen Analysen zum Thema durch Menschen verursachte globale Erwärmung, nämlich der Artikel ‚Treibhaus Erde‘ von Phil Conkling. Schon Ende der 1970er Jahre beschäftigten sich Teile der Studentenbewegung mit alternativen Konzepten des Wirtschaftens.
Der Beitrag von Klaus-Uwe Gerhardt und Arnd Weber zum Garantierten Mindesteinkommen stellte das in den USA erforschte sozialpolitische Konzept der negativen Einkommensteuer als ein Instrument vor, das auch für den gesellschaftlichen Wandel hin zu einer ökologischen Gesellschaft relevant ist. Er wurde als Hauptartikel in Thomas Schmids Sammelband Befreiung von falscher Arbeit (Wagenbach) einer breiteren Öffentlichkeit bekannt und wird inzwischen auch in Deutschland unter wechselnden Bezeichnungen wie Bedingungsloses Grundeinkommen oder Bürgergeld diskutiert.